# Blastophaga javana
Blastophaga javana är en stekelart som beskrevs av Mayr 1885. Blastophaga javana ingår i släktet Blastophaga och familjen fikonsteklar. Inga underarter finns listade.